# 達識帖睦邇
達識帖睦邇，字九成，曾祖父是康里王族乞失里，曾祖母苫灭古麻里氏，父亲康里脱脱。他是元朝末年官員，太學生員出身，善書法。曾任宰相。後被軍閥張士誠所迫，自殺。

## 簡介
至正初年任侍御史，以直言被黜。後起用，任中書右丞，升大司農。
至正七年（1347年），拜江浙行省平章，又還職朝中。
九年（1349年），湖廣蠻亂，改平章湖廣行省，經略諸蠻。
十一年（1351年），招撫方國珍。
十二年（1352年），拜河南行省平章政事。至正十五年（1355年），入主中書省，為平章政事。
十六年（1356年），出掌江浙行省，攻略張士誠，以楊完者兵取勝。後招安張士誠。
十八年（1358年），達識帖睦邇不滿楊完者囂張跋扈，與士誠合攻楊完者。楊完者自縊。
廿三年（1363年），張士誠欲自封王爵，迫達識帖睦邇上奏朝廷，達識帖睦邇不願意。
廿四年（1364年），張士誠逼迫之下，達識帖睦邇仰葯自鴆。士誠送其妻小北返燕京。

## 延伸阅读
[在维基数据编辑]
 《元史·卷140》，出自宋濂《元史》
 《新元史/卷200》，出自柯劭忞《新元史》